# Berliner Welle
Die Berliner Welle war ein vom Staatlichen Komitee für Rundfunk der DDR veranstaltetes Hörfunkprogramm. Es bestand von 1959 bis 1971 und wurde über Mittelwelle und UKW ausgestrahlt.

## Geschichte
Am 22. November 1959 löste die Berliner Welle das bisherige 2. Programm des Berliner Rundfunks ab. Das im Ost-Berliner Funkhaus Nalepastraße produzierte Programm sollte sich an die Berliner Hörer wenden, ausdrücklich auch an die West-Berliner, für die besondere Sendungen vorgesehen waren („Von Berlin – für Berlin“, „Rund um den Ku-Damm“). Als sich die DDR-Politik Anfang der 1970er Jahre von gesamtdeutschen Bestrebungen löste und daraufhin der Deutschlandbegriff aus der Öffentlichkeit getilgt wurde, betraf dies auch den Deutschlandsender. Dieser wurde zum 15. November 1971 mit der Berliner Welle zur Stimme der DDR zusammengelegt.

## Programm
Anfangs begann die Hauptsendezeit der Berliner Welle erst um 16.30 Uhr, vorher wurden abgesehen von einem kurzen Frühprogramm die Sendungen des Berliner Rundfunks übernommen. Erst ab 1963 wurden die Vormittagssendungen bis 13.30 Uhr ausgedehnt, denen sich danach eine Sendepause bis 16.30 Uhr (später bis 15.30 Uhr) anschloss. Neben den bereits erwähnten Sendungen für die West-Berliner hatte die Welle weitere Wortbeiträge im Programm, wie „Für den Betriebsarbeiter“, „Für die Landwirtschaft“. Die um 20.00 Uhr (später 18.00 Uhr) ausgestrahlte 20-minütige Nachrichtensendung nannte sich „Die aktuelle Berliner Welle“. Neben den Wortprogrammen gab es eine weite Palette von Musiksendungen, die von Klassik bis zum Schlager reichten.

## Frequenzen
Bis 1962 wurde die Berliner Welle auf der Köpenicker Mittelwellenfrequenz 1358 kHz (20 kW) sowie über UKW auf 90,65 und 98,6 MHz ausgestrahlt. Am 1. Dezember 1962 kam es zu einem umfangreichen Frequenzwechsel, nach dem über die Mittelwellen 656 kHz (Potsdam, 20 kW) und 1358 kHz (Köpenick), sowie nur noch auf der einen UKW-Frequenz 99,7 MHz (Berlin) gesendet wurde. Ab Dezember 1964 wurden über den UKW-Kanal auch Stereosendungen ausgestrahlt.

## Nachweise
1. ↑  André Scheer: Rundfunk in der Deutschen Demokratischen Republik. Kurzwellen-Pressedienst, 1. August 1991 (andre-scheer.de (Memento des Originals vom 12. Juli 2018 im Internet Archive) [abgerufen am 16. Januar 2017]).  Info: Der Archivlink wurde automatisch eingesetzt und noch nicht geprüft. Bitte prüfe Original- und Archivlink gemäß Anleitung und entferne dann diesen Hinweis.